# Усадьба Н. Я. Макарова
Усадьба Н. Я. Макарова — памятник архитектуры и истории местного значения в Нежине. Сейчас здесь размещается художественный отдел музея.

## История
Решением исполкома Черниговского областного совета народных депутатов трудящихся от 28.06.1989 № 130 присвоен статус памятник истории местного значения с охранным № 6942 под названием Усадьба Н. Я. Макарова, где в 1827 году Н. В. Гоголь читал первые свои произведения.
Изначально два объекта были внесены в «список памятников архитектуры вновь выявленных» под названиями Усадьба Н. Я. Макарова и Флигель в усадьбе Н. Я. Макарова.
Приказом Министерства культуры и туризма от 21.12.2012 № 1566 присвоен статус памятник архитектуры местного значения с охранным № 10031-Чр под названием Комплекс усадьбы И. Макарова.

## Описание
Усадьба Н. Я. Макарова — характерный пример гражданской архитектуры Нежина периода позднего классицизма. Усадьба расположена между современными улицами Небесной Сотни, Гребёнки и Братьев Зосим. Комплекс усадьбы состоит из главного дома и флигеля. Главный дом был построен в 1820 году в формах позднего классицизма.
Дом принадлежал Николаю Яковлевичу Макарову. В 1848 году окончил Нежинский юридический лицей, стал руководителем Московской казённой палаты, часто летом посещал Нежин. Был в дружественных отношениях с Т. Г. Шевченко и А. И. Герценом. По приданию, в этом доме в 1827 году читал свои первые произведения Н. В. Гоголь. В конце 19 века дом вместе с поместьем в Липовом Роге перешли в собственность родственника Макарова — генерала Розгонова.
Каменный, одноэтажный, изначально прямоугольный в плане дом с коридорным планированием, главный фасад направлен на восток к улице Небесной Сотни. В третей четверти 19 века был пристроен ризалит (со стороны двора) и галерею, в результате чего план получил сложную конфигурацию. Высокие прямоугольные оконные проёмы украшены прямыми сандриками на кронштейнах, под окнами пропущен карниз несложного профиля. Завершает фасад венчающий карниз, который в формах характерных для нежинской архитектуры 18-19 веков — кирпичный профиль сочетается с деревянным подшивным свесом. Дворовой фасад расчленяют пилястры, на которые опирается полный антаблемент с многообломным выносным карнизом. Проёмы украшены наличниками, под окна пропущен фриз, состоящий из ниш, ширина которых привязана к ширине проёмов. Галерея позже была заложена с обустройством оконных проёмов. Ризалит завершается аттиком, фасад — боковыми треугольными фронтонами.
Каменный, одноэтажный, прямоугольный в плане флигель расположен вдоль улицы Братьев Зосим. Разделён поперечными несущими стенами на несколько компартментов, связанных между собой анфиладой. Со стороны улицы обустроен неглубокий 3-осевой ризалит, подоконная плоскость обработана сплошным рустом. Оконные проёмы прямоугольные, стены венчает характерный для Нежина карниз с большим свесом.
В 1952 году была установлена мемориальная табличка к 100-летию со дня смерти Н. В. Гоголя (мрамор).
В доме размещались вечерняя школа рабочей молодежи и филиал средней школы № 1. В 2020 году были проведены ремонтно-реставрационные работы Сейчас здесь размещаются экспозиционный и выставочный залы художественного отдела музея. Предполагается в 2021 году создание «Греческого сквера усадьбы Макаровых».